# 10 años
10 años es el tercer álbum en directo de la banda argentina de heavy metal Almafuerte, publicado en 2005 por Dejesu Records. 

## Detalles
El disco fue grabado el 1 de mayo de 2005 en el Estadio Obras Sanitarias en Buenos Aires para celebrar los 10 años de la banda (1995-2005).

## Lista de canciones
| N.º | Título                            | Escritor(es)                                                  | Duración |  |
| 1.  | «Todo es en vano, si no hay amor» | Ricardo Iorio, Claudio Marciello                              | 3:33     |  |
| 2.  | «Con rumbo al abra»               | Ricardo Iorio, Claudio Marciello                              | 4:44     |  |
| 3.  | «Patria al hombro»                | Ricardo Iorio, Claudio Marciello                              | 3:47     |  |
| 4.  | «Mano brava»                      | Ricardo Iorio, Claudio Marciello                              | 3:28     |  |
| 5.  | «Ruta 76»                         | Ricardo Iorio                                                 | 4:17     |  |
| 6.  | «Si me estás buscando»            | Ricardo Iorio, Claudio Marciello                              | 3:27     |  |
| 7.  | «Como estaba ahí Dios»            | Ricardo Iorio, Claudio Marciello, Diego Petru, Gabriel Tesija | 3:27     |  |
| 8.  | «Tangolpeando»                    | Ricardo Iorio                                                 | 3:15     |  |
| 9.  | «La llaga»                        | Nacho Whisky, Claudio Marciello                               | 2:23     |  |
| 10. | «Allá en Tilcara»                 | Ricardo Iorio, Claudio Marciello                              | 4:27     |  |
| 11. | «Para pocos de los muchos»        | Ricardo Iorio, Claudio Marciello                              | 3:22     |  |
| 12. | «Sé vos»                          | Ricardo Iorio, Claudio Marciello                              | 4:22     |  |
| 13. | «Yo traigo la semilla»            | Ricardo Iorio, Diego Petru, Claudio Marciello                 | 3:57     |  |
| 14. | «Sentir indiano»                  | Ricardo Iorio                                                 | 3:42     |  |
| 15. | «1999»                            | Ricardo Iorio                                                 | 3:47     |  |
| 16. | «Por el sudaca (Instrumental)»    | Claudio Marciello                                             | 4:19     |  |
| 17. | «En este viaje»                   | Ricardo Iorio, Claudio Marciello                              | 5:14     |  |
| 18. | «Hoy es»                          | Ricardo Iorio, Claudio Marciello                              | 3:04     |  |
| 19. | «Ser humano junto a los míos»     |                                                               | 3:23     |  |
| 20. | «Convide rutero»                  | Ricardo Iorio, Claudio Marciello                              | 4:04     |  |
| 21. | «Almafuerte»                      | Ricardo Iorio, Claudio Marciello                              | 3:40     |  |

## Créditos
- Ricardo Iorio - voz
- Claudio Marciello - guitarra
- Beto Ceriotti - bajo
- Bin Valencia - batería